# Élections législatives de 1932 dans la 1re circonscription de Dunkerque
Les élections législatives françaises de 1932 dans la 1re circonscription de Dunkerque se déroulent les 1 et 8 mai 1932.

## Circonscription
La 1re circonscription de Dunkerque était composée en 1932 des cantons de Dunkerque-Est, Dunkerque-Ouest et Gravelines.

## Contexte
Maurice Vincent Républicains de gauche député sortant se représente pour un second mandat face à lui comme en 1928 Charles Valentin maire de Dunkerque, Charles Gasnier pour le PCF et M. Leterneur.

## Résultats[1]
- Député sortant : Maurice Vincent (Républicains de gauche)

| Candidat           | Candidat         | Parti                  | Premier tour | Premier tour | Second tour | Second tour |
| Candidat           | Candidat         | Parti                  | Voix         | %            | Voix        | %           |
| ------------------ | ---------------- | ---------------------- | ------------ | ------------ | ----------- | ----------- |
|                    | Maurice Vincent* | Républicains de gauche | 13 026       | 49,13        | 13 164      | 49,58       |
|                    | Charles Valentin | SFIO                   | 10 332       | 47,51        | 12 481      | 47,01       |
|                    | Charles Gasnier  | PCF                    | 1 744        | 8,01         | 895         | 3,34        |
|                    | M. Leterneur     | Radical-socialiste     | 1 076        | 4,94         |             |             |
|                    |                  |                        |              |              |             |             |
| Inscrits           | Inscrits         | Inscrits               | 32 015       | 100,00       | 32 461      | 100,00      |
| Abstentions        | Abstentions      | Abstentions            |              |              | 5 692       | 17,53       |
| Votants            | Votants          | Votants                | 26 511       | 82,80        | 26 769      | 82,46       |
| Blancs et nuls     | Blancs et nuls   | Blancs et nuls         |              |              | 223         | 0,83        |
| Exprimés           | Exprimés         | Exprimés               | 21 747       | 82,03        | 26 546      | 99,1        |
| * députant sortant |                  |                        |              |              |             |             |